# Història de la boxa a Catalunya
Breu història de la boxa a Catalunya.

## Història

### Els orígens
La primera referència que es coneix sobre la boxa a Catalunya la trobem l'any 1876, quan arribà a la ciutat un mariner de Maó, tripulant d'un vaixell britànic, que transmeté les nocions bàsiques de la boxa a un deixeble seu anomenat Bergé. Aquest deixeble va ensenyar boxa en una sala de la Barceloneta i un dels seus alumnes, Frederic González, es dedicà a difondre les regles d'aquest esport en una sèrie de sales de curta vida (carrer de la Cera el 1884, carrer de Jupí el 1889, carrer del Dr. Dou el 1897 i al gimnàs Bricall el 1904). Es produeixen algunes exhibicions de boxa a l'Sportmen's Club entre els anys 1904-05, i al Teatre Soriano i Frontó Condal cap el 1908 i el 1909. Però és aquest darrer any el que marca el naixement definitiu de la boxa a Catalunya, sota l'impuls de Ramon Larruy i Joan Casanova.

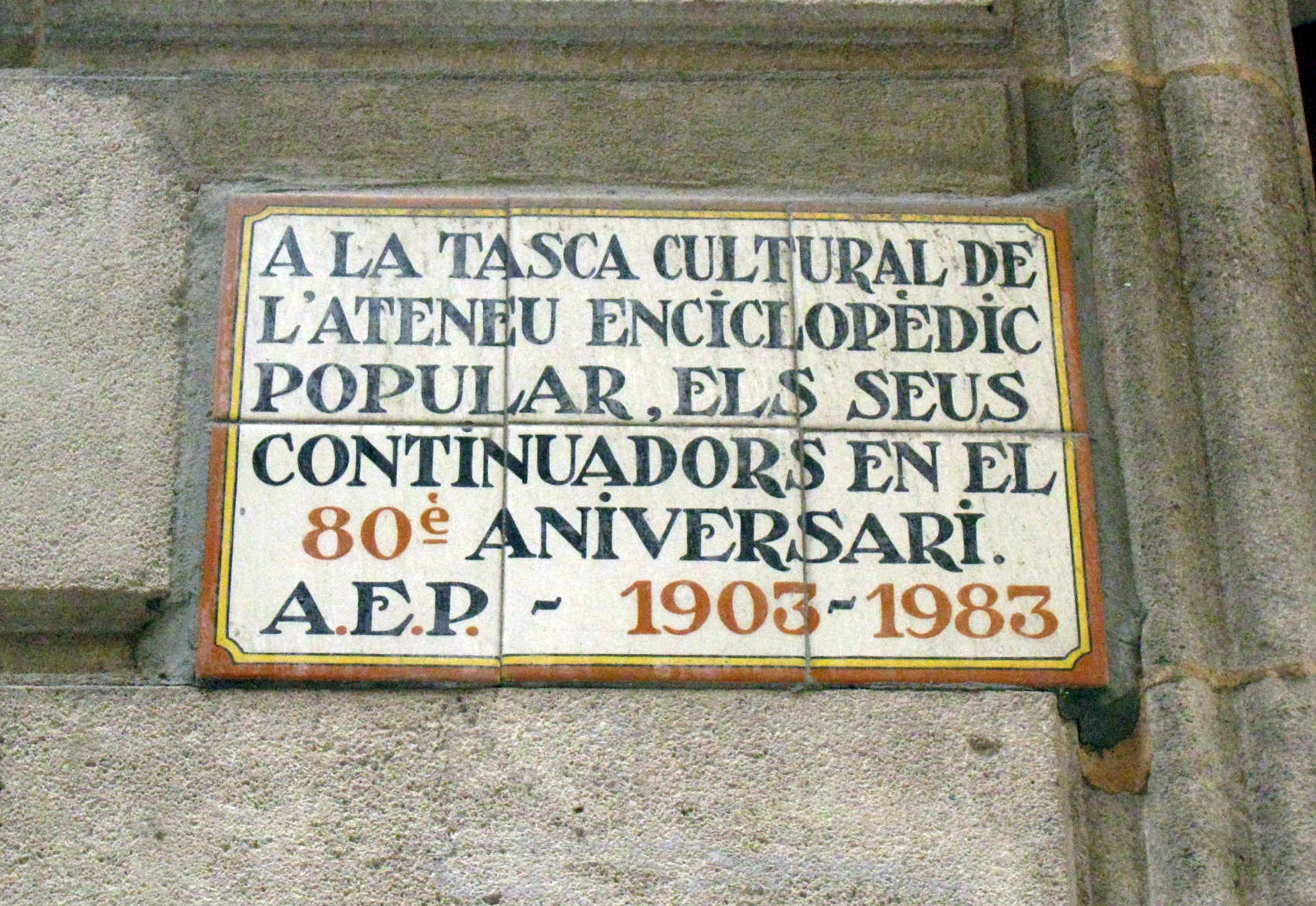
Ateneu Enciclopèdic Popular, placa al Carrer del Carme de Barcelona

Larruy practicà la boxa a l'Ateneu Enciclopèdic Popular, on creà la secció de boxa el 1914, al carrer del Carme, dirigida pel professor Joan Agell. El 1910 fundà el Barcelona Boxing Club, al carrer Unió, juntament amb Joan Casanova qui en fou primer president, i el 1913 el Club Pugilista, al carrer Aribau, que fou el primer a organitzar vetllades públiques.
Durant la dècada del 1910, el nord-americà Tony Berton i el francès Frank Hoche es van convertir en els millors professors i divulgadors de boxa de la ciutat. Els gimnasos i clubs que practiquen boxa proliferen, com el Catalunya Atlètic Club (1917), l'Sporting Boxing Club, el Punching-Ball de Gràcia, el Firpo Boxing Club, el Tir Nacional, Mataró Boxing Club (1919), Select Boxing Club (1920) i Boxing Club de Sans (1923). Pel que fa als locals podem esmentar La Bohèmia Modernista (Ronda de Sant Antoni), La Paloma, L'Esquerra de l'Eixample (del Club Pugilista, Aribau), la Sala Iris (de l'Ateneu, carrer de València), el Teatre Tívoli o el Frontó Condal (de l'Sporting Boxing Club, carrer Balmes). Els primers boxejadors que començaren a destacar foren l'esmentat Larruy, el polifacètic Fèlix de Pomés, Bonifaci Benages (Stanley) i Àngel Artero, que després fou un gran preparador.
El més de novembre del 1914 una ordre governativa prohibí la pràctica de la boxa a Barcelona, però gràcies a les gestions de Larruy, al cap d'un més aquest esport reprengué l'activitat. L'any 1919, Joaquim Valls (Joe Valls) en proclama primer campió d'Espanya de pes welter, amb un mínim de rigor, en una vetllada organitzada pel l'Ateneu Enciclopèdic Popular, doncs encara no existia Federació de Boxa.

### Consolidació i puixança

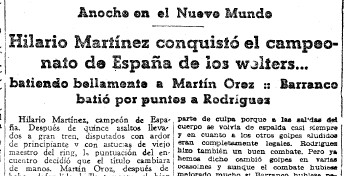
Notícia sobre Hilari Martínez campió d'Espanya

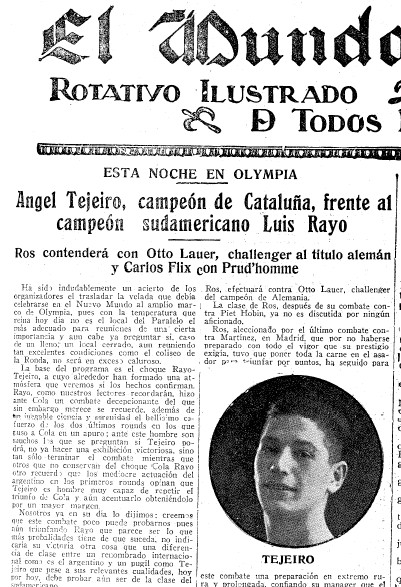
Notícia sobre el Campionat de Catalunya entre Ángel Tejeiro i Lluís Rayo

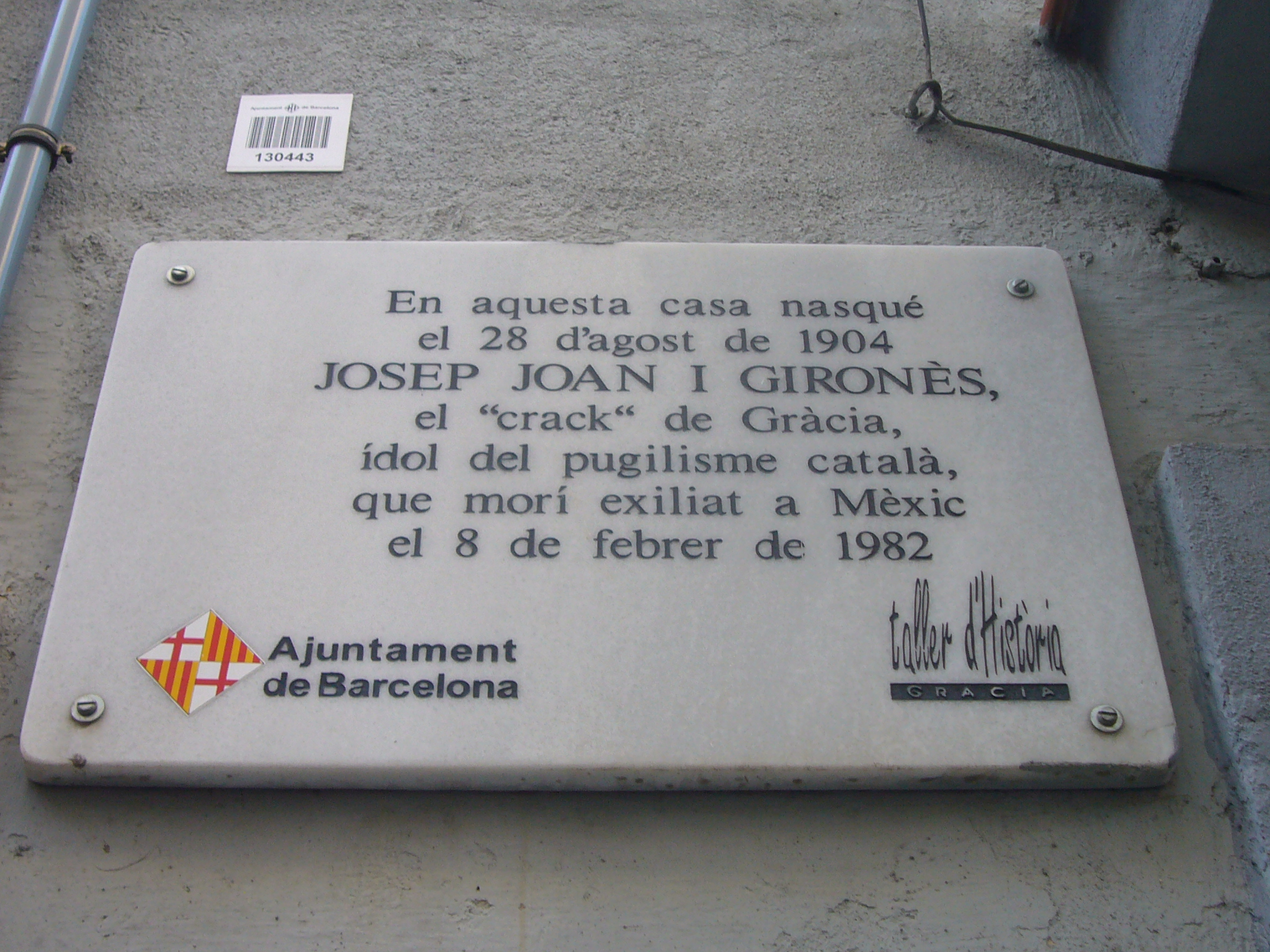
Placa de la casa natal de Josep Gironès

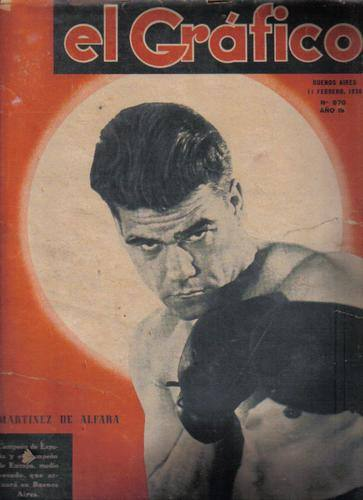
Martínez de Alfara

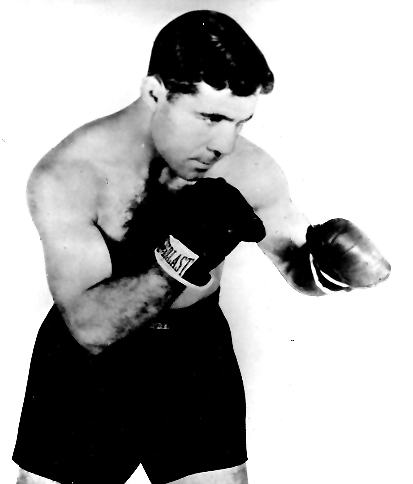
Baltasar Belenguer, Sangchilli

En començar la dècada de 1920 ja es feia necessària la creació d'algun ens que regulés i organitzes la boxa a Catalunya. El 14 de gener del 1921 es constituí a Barcelona la Federació Espanyola d'Esports de Defensa (més tard Federació Espanyola de Boxa), impulsada per Ramon Larruy, que a més en fou el primer president (1921-23). Els clubs catalans afiliats eren: Barcelona Boxing Club, Sporting Boxing Club, Secció de Boxa del Centre Nacionalista Republicà del Clot, AE Catalunya Sporting Club, Agrupació Vida de l'Ateneu Obrer de Sant Andreu de Palomar, AE Catalunya Boxing Club, Pugilístic Club de Gracia, Colom Boxing Club, AE Punching-Ball Club i Club Deportivo Urano. El 28 de setembre del 1923 es constituí la Federació Catalana de Boxa.
Aquests anys, les principals sales que acullen vetllades són l'Iris Park, la Monumental, les Arenes, el Frontó Condal, el Luna Park, la Bohèmia Modernista (on després hi hauria el Price), l'Olímpia (a la ronda Sant Pau), els teatres Tívoli, Novedades i Còmic o els jardins del parc de la Ciutadella. Apareixen nous clubs com l'Iris Boxing Club (1922, dirigit per Frank Hoche), Olimpic Boxing Club (1922), Agrupació Esport Pugilístic (1922), Palace Sporting Club (1926, fundat per Ramon Larruy) o Price Sporting Club (1933); i les primeres publicacions especialitzades: el 7 de maig del 1921 aparegué la primera revista il·lustrada a Barcelona anomenada Boxeo i el 26 de setembre del 1922 la revista del Barcelona Boxing Club, anomenada Boxing. S'iniciava així una època esplendorosa per a la boxa catalana, que va arribar a tenir cinc campions d'Europa i en la que Barcelona es converteix, després de París, la capital europea de la boxa, on més vetllades de boxa se celebraven.
L'any 1924 Ricard Alís es convertí en el primer català que disputà un títol europeu, el del pes wèlter, contra el campió Piet Hoban, perdent als punts al final dels vint assalts. Llorenç Vitrià, Vicens Valdero, Lluís Brú, Antoni Sánchez i Rupert Biete són els primers catalans que participen en boxa en uns Jocs Olímpics (a París 1924). A més dels boxejadors catalans, passaven per Barcelona les grans figures del panorama estatal, com Paulino Uzcudun o Antonio Ruiz (primer espanyol campió d'Europa el 1925). L'any 1926, el mallorquí Gregori Vidal (Young Marty) fou el primer espanyol a disputar un títol mundial, el del pes gall, perdent pels punts, i el 18 de maig del mateix any, a la Monumental, el basc Paulino Uzcudun es proclamà campió d'Europa de totes les categories en derrotar per punts l'italià Herminio Spalla. El 14 d'abril de 1927, Víctor Ferrand fou proclamat campió d'Europa del pes Mosca (primer català en aconseguir-ho). El 3 d'agost de 1927, Lluís Rayo guanyà el títol continental del pes lleuger en batre el campió Lucien Vinez, en el camp de futbol de Gràcia. El mateix any, el castellonenc Tomás Cola va aspirar al títol europeu del pes lleuger dos cops, però perdé per punts a París contra Lucien Vinez i a l'Olimpia de Barcelona contra Rayo. El 26 de setembre de 1929 Carles Flix aconseguí el títol continental del pes gall en vèncer a Les Arenes l'italià Domenico Bernasconi, i Josep Gironès, un dels grans ídols populars del moment, aconseguí, l'1 de desembre a l'estadi de Montjuïc, proclamar-se campió europeu del pes ploma contra el danès Knud Larsen.
El 30 de novembre de 1930, l'Estadi de Montjuïc registrà la mes populosa entrada mai vista a Europa en una vetllada de boxa amb 80.000 espectadors, per presenciar el combat entre Paulino Uzcudun i Primo Carnera, que finalitzà amb la victòria per punts de l'italià. El 1931 Barcelona era la capital de la boxa europea i acollí el primer combat per un títol mundial, el del pes mosca, al qual aspirava Víctor Ferrand contra Frank Genaro, amb el resultat combat nul. Gironès reconqueria el títol europeu per quarta vegada i Flix perdia per punts el seu del pes gall a Bucarest amb Lucian Popescu. El 1932 debutà l'aragonès Ignacio Ara, que va fer de Barcelona la seva residència, i Martín Oroz, nascut a Saragossa però criat al Born, fou campió d'Espanya de pes wèlter. El 13 de maig de 1934 es disputa a l'estadi de Montjuïc el combat de fons de revenja entre Uzcudun i Max Schmelling, disputant-se en tres rings un total de 35 combats en una reunió de matí, tarda i nit. El mateix any, el valencià Martínez de Alfara guanyava a l'Olimpia el títol europeu dels semipesants en vèncer el belga Jules Steyaert i al desembre, Gironès perdé el campionat del món en ser desqualificat per donar un cop baix al campió Freddie Miller. El 1935, als terrenys que ocupava la Bohèmia Modernista s'inaugurà la Sala Gran Price, la catedral de la Boxa durant dècades fins a la seva demolició el 1972. El mateix any, a València, el valencià Baltasar Belenguer, Sangchilli, esdevé el primer espanyol en coronar-se campió del món.

### La boxa en la postguerra
La Guerra Civil suposà un trasbals per l'esport de la boxa, malgrat durant la contesa les vetllades s'anaven succeint, tot i les dificultats. Finalitzada la guerra, la federació espanyola va ser traslladada a Madrid. La gran part dels púgils catalans que van sobreviure indemnes a la guerra van optar per l'exili (Gironès va viure a Mèxic, on va morir el 1982; Pere Sáez fou seleccionador soviètic), altres foren depurats i torturats (a Àngel Artero li van trencar els canells) o van desaparèixer (Francesc Ros, campió d'Espanya wèlter) i d'altres van ser condemnats a mort i executats (com Carles Flix). A més, l'esclat de la Segona Guerra Mundial impedí que els púgils catalans combatessin a nivell internacional.
La boxa catalana va iniciar una lenta davallada. A Barcelona, el Price era l'únic recinte que continuava celebrant vetllades. L'any 1946 reobren l'Olimpia (que fou desmantellat l'any següent), el Frontón Colón i l'Iris Park i les places de braus. Josep Ferrer fou el primer a disputar un títol europeu després de la guerra, el 30 de setembre de 1942, a París, però va abandonar al primer assalt contra el gran Marcel Cerdan. Luis Romero es proclamà campió d'Europa del pes gall el 10 d'agost de 1949 a la Monumental, després de vèncer per KO Guido Ferracin. En la boxa amateur també destacà Lluís Martínez.
A la dècada de 1950 destacaren Fred Galiana, campió d'Europa del pes ploma el 1955, Manel García, que participà en els Jocs Olímpics de Roma de 1960, Andreu Navarro, també olímpic a Roma, o Domingo Caparrós, conegut com a Bobby Ros, que va penjar els guants el 1965 després d'haver estat campió d'Espanya del pes lleuger.

### Lent declivi
L'inici dels anys seixanta no va aportar cap millora. A més, la Federació Espanyola potencià la ciutat de Madrid en detriment de Barcelona, pel que la boxa a Catalunya continuà el seu lent declivi. Només Mimoun Ben Alí, nascut a Melilla i criat esportivament a Barcelona, destacà una mica, campió d'Europa del pes gall en quatre ocasions (1963, 1965 (dues vegades) i 1966). Els púgils de fora de Catalunya ostentaven en aquests moments la supremacia que abans tenia la boxa catalana.
L'any 1970, el sordmut de Santa Coloma de Gramenet, Josep Hernández, aconseguí el títol europeu de pes superwèlter al Palau dels Esports de Barcelona en vèncer Gerard Piaskowi per inferioritat. Va aspirar al ceptre mundial CMB a Madrid contra Carmelo Bossi, però els jutges van donar un combat nul dubtós que permeté al milanès retenir el títol. Però la boxa catalana continua el seu declivi. L'any 1972 desapareixen el Price i l'Iris Park. En el panorama professional català només destaquen Antoni Guinaldo, Manuel Massó i Francesc León, campions d'Europa dels superlleugers, del pes ploma i dels lleugers respectivament.

### L'escissió
A finals de la dècada de 1970 i 1980 la principal sala on es practicava boxa a Barcelona era La Paloma. El 1981 no s'organitzà cap vetllada a Barcelona, un fet inèdit fins al moment. El 1987 es decidí la segregació de la boxa entre l'amateur i la professional donant lloc a la nova Federació Catalana de Boxa Amateur. El 1992 es disputen els Jocs Olímpics de Barcelona, disputant-se les competicions de boxa al Pavelló dels Països Catalans de Badalona, però ni tan sols aquesta competició va reactivar aquest esport a Catalunya.
Els boxejadors més destacats d'aquests anys foren Xavi Moya, campió de Catalunya, Espanya i intercontinental de l'IBF (Federació Internacional de Boxa), i aspirant en dues ocasions al títol europeu, però les perdé totes dues, la darrera el 2003 a l'Hospitalet de Llobregat contra el català Jordi Sendra (campionat EBU-EU), últim campió continental català fins a l'actualitat, i Óscar García Cano, aragonès resident a Esparreguera, que fou campió del títol europeu vacant del pes lleuger a París al novembre del 1999, en el seu penúltim combat de la carrera, que perdé a la primera defensa, també a París al gener del 2000.

## Boxejadors destacats
| Dècada de 1910 - Àngel Artero - Bonifaci Benages (Stanley) - Ramon Larruy - Fèlix de Pomés Dècada de 1920 - Ricard Alís - Tomás Cola - Víctor Ferrand - Luis Rayo (Rayito) - Hilari Martínez - Pere Sáez (Peret) - Josep Teixidor (Kamaloff) - Lluís Vallespín (Kid Vallespín) - Joaquim Valls (Joe Walls) - Llorenç Vitrià Dècada de 1930 - Carles Flix - Josep Gironès - Josep Llansamà (Young Ciclone) - Josep Micó - Lluís Puig (Luis Logan) - Francesc Ros | Dècada de 1940 - Josep Ferrer - Lluís Martínez - Francesc Peiró Dècada de 1950 - Domingo Caparrós (Bobby Ros) - Joan Cárdenas - Fred Galiana - Manel García - Luis Romero - Andreu Navarro - Josep Navarro Dècada de 1960 - Mimoun Ben Alí - Josep Navarro - Antoni Torres | Dècada de 1970 - Antoni Guinaldo - Josep Hernández - Francesc León - Manuel Massó Dècada de 1980 - Jordi Almagro Dècada de 1990 - Óscar García Cano - Sergi Selma - Josep Antoni Solé - Rubén Solé Dècada de 2000 - Xavi Moya - Jordi Sendra - Jose María Guerrero |